# Linea Seibu Yamaguchi
La linea Seibu Yamaguchi (西武山口線?, Seibu Yamaguchi-sen) è un breve people mover automatico in servizio fra le stazioni di Seibu-Yūenchi e Seibu-Kyūjōmae che collega Higashimurayama, città conurbata con Tokyo, con Tokorozawa, città della prefettura di Saitama in Giappone. Il sistema è chiamato anche Leo Liner, in riferimento al leone protagonista dell'anime Kimba, il leone bianco, mascotte della squadra di baseball dei Seibu Lions, il cui stadio è servito dal people mover.

## Storia
Nel 1950 era presente al posto del people mover il "treno della fantasia" (おとぎ列車?, Otogi Ressha), un'attrazione in movimento che univa diverse aree in fase di sviluppo da parte di Seibu. La ferrovia era a scartamento ridotto da 762 mm, e venivano utilizzati dei treni elettrici a batteria. Nel 1952 la linea prese il nome attuale. Nel 1984 i servizi cessarono e l'anno successivo fu inaugurato il people mover.

## Stazioni
| Stazione       | Giapponese | Collegamento       | Servizi e attrazioni                                                                                              | Posizione             |
| -------------- | ---------- | ------------------ | --- | --------------------- |
| Seibu-Yūenchi  | 西武遊園地 | Linea Seibu Tamako | Campo da golf Seibuen, Ippodromo Seibuen Keirin , Lago di Tama (riserva d Murayama)                               | Higashimurayama Tokyo |
| Yūenchi-Nishi  | 遊園地西   |                    | Parco divertimenti Seibuen                                                                                        | Tokorozawa Saitama    |
| Seibu-Kyūjōmae | 西武球場前 | Linea Seibu Sayama | Seibu Dome, Cimitero di Sayama Lakeside, Sayama Ski Resort, Seibu Dome Tennis Court, "UNESCO Village" (Lily Park) | Tokorozawa Saitama    |